# Ruch Rewolucyjny 8 Października

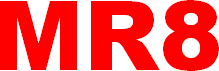
Logo grupy

Ruch Rewolucyjny 8 Października (port. Movimento Revolucionário 8 de Outubro, MR-8) – grupa miejskiej partyzantki z Brazylii.

## Nazwa
Data 8 października znajdująca się w nazwie organizacji upamiętniała dzień domniemanej śmierci Che Guevary.

## Historia
Założony został w 1965 roku przez działaczy studenckich. Celem MR-8 było obalenie rządzącej w kraju dyktatury wojskowej. W 1969 roku rewolucjoniści porwali ambasadora zachodnioniemieckiego Ehrefrieda Von Hollebena. Była to najbardziej spektakularna akcja przeprowadzona przez M-8. Dyplomata zwolniony został po spełnieniu żądań wysuniętych przez MR-8 (wypuszczenie na wolność grupy więźniów politycznych i zapłacenie okupu). W porwaniu MR-8 współpracował z Akcją Wyzwolenia Narodowego (ALN). W 1971 roku MR-8 został zasilony przez niedobitki z Ludowej Awangardy Rewolucyjnej (VPR). W przeciągu lat 70. grupa uległa demobilizacji. Wpływ na to miała fala aresztowań jej członków. Po przywróceniu demokracji członkowie grupy zaangażowali się w legalną działalność polityczną.

## Ideologia
Był grupą marksistowską.